# Heinrich Wilhelm Rotermund

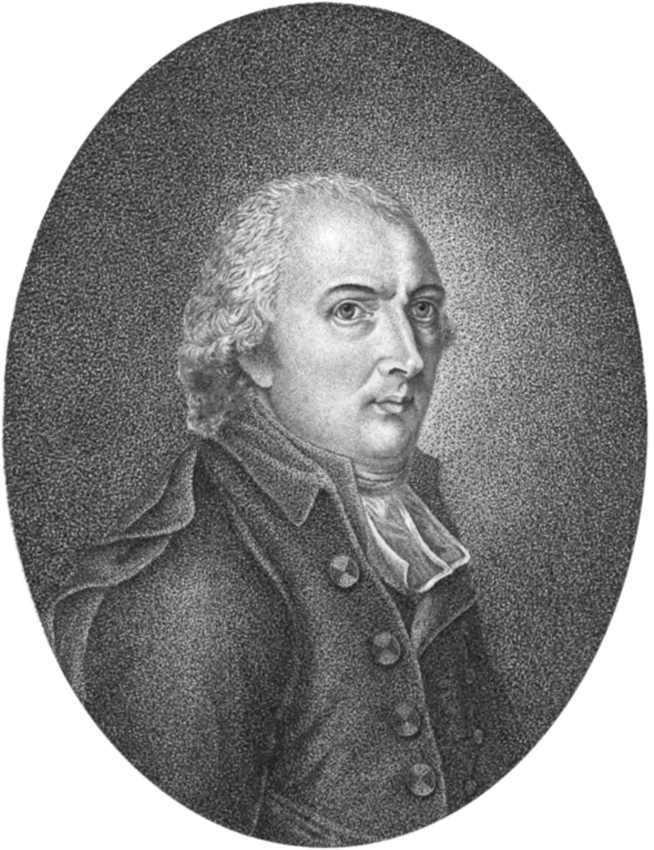
Rotermund (Tischbein)

Heinrich Wilhelm Rotermund (* 1. März 1761 in Schleiz, Vogtland; † 25. April 1848 in Bremen) war ein deutscher Pastor und Autor. Er wurde vor allem durch biographische Nachschlagewerke über Gelehrte in Norddeutschland bekannt.

## Biografie
Wie Rotermund selbst schreibt, kam er als Sohn des „Rathsherrn und Aedilis, wie auch Obergleits- und Zolleinnehmers Johann Gottlieb“ zur Welt. Er besuchte dort das Lyceum. Ab 1779 studierte er an der Universität Jena Evangelische Theologie, Philosophie und Geschichte. Er musste nach dem Tode seines Vaters das Studium abbrechen und eine Stelle als Hauslehrer bei der Familie von Witzleben in Wolmirstedt annehmen. 1783 setzte er seine Studien an der Universität Leipzig fort. Er nahm 1784 den Auftrag an, die beiden Söhne des Bremer Senators Wichelhausen auf einer zweijährigen Bildungsreise von Dessau über Böhmen, Wien, Bratislava, Holland und die Provinz Brabant nach Bremen zu begleiten.
Er blieb nach der Reise in Norddeutschland und wurde 1786 Rektor der Schule von Buxtehude und 1798 Pastor am Bremer Dom. In 40 Jahren stieg er dort vom vierten zum ersten Pastor (Primarius) auf. Neben seiner Tätigkeit am Dom, dem dazugehörigen Waisenhaus und der Domschule entfaltete er auf verschiedenen Gebieten eine umfangreiche schriftstellerische Tätigkeit. Nach Johann Friedrich Iken stand er zu diesem Zwecke täglich um 4 Uhr morgens auf.  1818 verzeichnet er 71 eigene Drucksachen.
Neben Predigten und kleineren Gelegenheitsschriften befasste er sich hauptsächlich mit der Reformation und der Geschichte Bremens und Hannovers. Bedeutend sind das Lexikon aller Gelehrten, die seit der Reformation in Bremen gelebt haben und das Das Gelehrte Hannover, oder Lexikon von Schriftstellern die seit der Reformation im Königreich Hannover gelebt haben. Seine naturwissenschaftlichen Schriften hingegen galten bereits bald als überholt.
1820 wurde Rotermund von der Universität Göttingen in Anerkennung seiner schriftstellerischen Tätigkeiten zum Doktor der Philosophie und Magister der freien Künste und 1823 zum Doktor der Theologie ernannt. Darüber hinaus wurde er 1836 Ehrenmitglied des Historischen Vereins für Niedersachsen.

## Schriften
- Einige Nachrichten von den ehemaligen Klöstern im Herzogthum Bremen. In: Neues Vaterländisches Archiv, Bd. 6, 1828, Nr. 2, S. 191–232  (Digitalisat).
- Erdbeschreibung von Frankreich. 1792.
- Nutzbarkeit der Frösche. 1787.
- Geschichte des Tabakrauchens. 1790.
- Naturgeschichte des Krebses. 1793.
- Fortsetzung und Ergänzungen zu Christian Gottlieb Jöchers allgemeinem Gelehrten-Lexicon, worin die Schriftsteller aller Stände nach ihren vornehmsten Lebensumständen und Schriften beschrieben werden, angefangen von Johann Christoph Adelung und vom Buchstaben K fortgesetzt von Heinrich Wilhelm Rotermund,
  - Band 5, Bremen: Johann Georg Heyse, 1816 (Digitalisat).
- Lexikon aller Gelehrten, die seit der Reformation in Bremen gelebt haben. 2 Bde. Schünemann, Bremen 1818 (Digitalisat).
- Das Gelehrte Hannover oder Lexikon von Schriftstellern und Schriftstellerinnen, gelehrten Geschäftsmännern und Künstlern, die seit der Reformation in und außerhalb der sämtlichen zum Königreich Hannover gehörigen Provinzen gelebt haben und noch leben, aus den glaubwürdigsten Schriftstellern zusammengetragen. 2 Bände. Schünemann, Bremen 1823 (Digitalisat Band 1,  Band 2).
- Anfang der Reformation im Erzstifte Bremen und Stifte Verden. 1825.
- Geschichte der Domkirche St. Petri zu Bremen. Kaiser, Bremen 1829 (Digitalisat).
- Geschichte des auf dem Reichstage zu Augsburg im Jahre 1530 übergebenen Glaubensbekenntnisses der Protestanten. 1829.